# Paul Keres
Paul Keres (in russo Пауль Петрович Керес?, Paul' Petrovič Keres; IPA: [ˈpɑu̯l ˈkeres]; Narva, 7 gennaio 1916 – Helsinki, 5 giugno 1975) è stato uno scacchista sovietico, estone di nascita.
Grande Maestro, autore di libri sull'argomento e universalmente 
considerato come uno dei più forti tra coloro che non hanno conquistato il titolo di campione del mondo, se non il più forte. Per lui venne coniato il titolo di "Eterno Secondo", che dopo la sua morte sarà appannaggio di Viktor Korčnoj.
Dal 1937 al 1941 studiò matematica presso l'università di Tartu. Morì a 59 anni per un attacco di cuore a Helsinki mentre stava tornando in Estonia di ritorno da Vancouver in Canada, dove aveva appena vinto il locale torneo.

## Gli esordi
Imparò a giocare dal padre, dal fratello maggiore e dai quotidiani locali.
Divenne campione dell'Estonia nel 1935 e fino al 1937 partecipò a decine di tornei in Europa. Keres fu invitato al torneo di Semmering-Baden 1937, che vinse davanti a Ruben Fine, Capablanca, Reshevsky e Eliskases.
Nel 1938 vinse il torneo AVRO (nei Paesi Bassi) davanti a Reuben Fine, Michail Botvinnik, 
Aleksandr Alechin, Samuel Reshevsky, Max Euwe, José Raúl Capablanca e Salo Flohr.
Questo successo gli avrebbe consentito di sfidare Alechin, l'allora campione del mondo in carica, ma l'inizio della Seconda guerra mondiale non lo permise.
A causa della morte di Alechin nel 1946 si dovette organizzare un torneo per l'assegnazione del titolo, che ebbe luogo appena nel 1948. In esso Keres si piazzò al terzo posto; campione divenne Botvinnik.

## Le difficoltà col regime sovietico
Dal 1920 fino al 1939 l'Estonia è stata uno Stato indipendente, ma nel 1940 venne occupata dall'Armata Rossa, e dal 1941 al 1944 fu occupata dalla Germania nazista. Nel 1944 l'Armata Rossa riuscì a rioccuparla e rimase parte dell'URSS fino all'indipendenza, ottenuta nell'agosto del 1991.
Sia prima che durante il periodo di occupazione tedesca Keres partecipò a vari tornei in tutta Europa. Quando nel 1944 l'Armata Rossa riuscì a sconfiggere i tedeschi egli tentò di fuggire all'estero. 
Le autorità sovietiche dell'epoca lo misero sotto inchiesta sospettandolo di attività 
controrivoluzionarie ed egli temette per la propria vita.
Riuscì però ad evitare la deportazione in Siberia (ciò che invece avvenne per Vladimirs Petrovs, uno scacchista lettone che poi morì nel 1943 di infezione polmonare nel gulag di Kotlas), ma la sua carriera almeno all'inizio fu ostacolata. Su di lui vi fu, per molti anni, l'ombra di quell'episodio e la gerarchia scacchistica del paese, per il fatto che non fosse di origine russa, non lo vedeva di buon occhio.
Solamente la sua bravura riuscì a farlo tornare ai vertici; dal 1950 in poi gli venne permesso di viaggiare in tutto il mondo e di partecipare a moltissimi tornei, nei quali ottenne eccellenti risultati.
Nella prefazione ad un libro a lui dedicato, il GM islandese Friðrik Ólafsson scrisse nel 1995: La sua vita è sempre stata strettamente interconnessa col destino dell'Estonia, e penso a quanto avrebbe voluto veder attuato questo storico evento (l'indipendenza dell'Estonia nel 1991) quando il suo Paese ha visto l'alba della libertà.

## Principali risultati
Keres vinse il Campionato sovietico di scacchi tre volte (nel 1947, 1950 e 1951); per sei volte partecipò al torneo dei candidati per il titolo di campione del mondo di scacchi.
Vinse quattro volte il Campionato estone (nel 1935, 1942, 1943 e 1945).
Partecipò a ben dieci Olimpiadi (le prime tre per l'Estonia, le altre con la squadra dell'URSS): Varsavia 1935, Stoccolma 1937, Buenos Aires 1939, Helsinki 1952, Amsterdam 1954, Mosca 1956, Monaco 1958, Lipsia 1960, Varna 1962 e Tel Aviv 1964. Ottenne l'eccellente risultato complessivo del 75,9% (+85 =44 -12). Vinse 12 medaglie d'oro (7 di squadra e 5 individuali), una d'argento (di squadra) e due di bronzo (di squadra).
Prese parte a tre campionati europei a squadre: Vienna 1957 (+1 -0 =4), Oberhausen 1961 (+4 -0 =4) e Kapfenberg 1970 (+5 -0 =0). Nella sua lunga carriera riuscì a superare o eguagliare tutti i più grandi maestri.
La valutazione di Keres usando il sistema "Chessmetrics" lo ha posto, con 2 755 punti, al settimo posto al mondo in un arco di 20 anni, dal 1944 al 1963, periodo in cui fu al suo massimo livello.

### Candidato al titolo mondiale
Keres prese parte, dal 1948 al 1965, a sei cicli di qualificazione per il campionato del mondo.
- Campionato del mondo di scacchi 1948 (L'Aia - Mosca) per designare il successore di Alechin: 3º-4º dietro a Botvinnik e Smyslov, a pari merito con Reshevsky.
- Torneo dei candidati di Budapest 1950: 4º dietro a Smyslov, Boleslavs'kyj e Bronštejn.
- Torneo dei candidati di Zurigo 1953: = 2º con Reshevsky dietro a Smyslov.
- Interzonale di Göteborg 1955: 2º dietro a Bronštejn.
- Torneo dei candidati di Amsterdam 1956: 2º dietro a Smyslov.
- Torneo dei candidati di Bled - Zagabria - Belgrado del 1959: 2º dietro a Tal'.
- Torneo dei candidati di Curacao 1962: 2º dietro a Petrosyan. Match dei quarti di finale di Riga 1965 con Spasskij: +2 -4 =4.[2]

### Vittorie di torneo
Sono riportati i tornei in cui Keres si classificò 1º oppure = 1º.

| Anno | Torneo / Campionato                    | Cl. | Punti   |
| ---- | -------------------------------------- | --- | ------- |
| 1930 | Campionato juniores dell'Estonia       | 1º  | 8/9     |
| 1932 | Campionato juniores dell'Estonia       | 1º  | 9/9     |
| 1933 | Campionato juniores dell'Estonia       | 1º  | 11½ /12 |
| 1935 | Campionato assoluto dell'Estonia       | =1º | 6½ /9   |
| 1936 | Torneo di Bad Nauheim                  | =1º | 6½ /9   |
| 1937 | Torneo di Margate (Inghilterra)        | =1º | 7,5 /9  |
| 1937 | Torneo di Ostenda                      | =1º | 6 /9    |
| 1937 | Torneo di Praga                        | 1º  | 10 /11  |
| 1937 | Torneo di Semmering-Baden              | 1º  | 9 /14   |
| 1938 | Torneo AVRO nei Paesi Bassi            | =1º | 11 /14  |
| 1939 | Torneo di Margate                      | 1º  | 7 ½/9   |
| 1939 | Torneo di Buenos Aires                 | =1º | 8 ½/11  |
| 1941 | Campionato dell'Estonia                | 1º  | 15/15   |
| 1943 | Torneo di Poznań                       | 1º  | 5/5     |
| 1943 | Campionato dell'Estonia                | 1º  | 8/11    |
| 1943 | Torneo di Madrid                       | 1º  | 13/14   |
| 1943 | Torneo di Salisburgo                   | =1º | 7½/10   |
| 1945 | Riga, Torneo dei Paesi Baltici         | 1º  | 10/11   |
| 1945 | Campionato dell'Estonia open           | 1º  | 13/14   |
| 1946 | Tbilisi, Campionato della Georgia open | 1º  | 18/19   |
| 1947 | Leningrado, 15º Campionato URSS        | 1º  | 14/19   |
| 1947 | Torneo training di Pärnu               | 1º  | 9½/13   |
| 1950 | Mosca, 18º Campionato URSS             | 1º  | 11½/17  |
| 1950 | Torneo di Szczawno-Zdrój               | 1º  | 14½/19  |
| 1951 | Mosca, 19º Campionato URSS             | 1º  | 12/17   |
| 1952 | Torneo di Budapest                     | 1º  | 12½/17  |
| 1953 | Campionato open dell'Estonia           | 1º  | 18/19   |
| 1955 | Torneo di Hastings 1954/55             | =1º | 7/9     |
| 1955 | Torneo di Pärnu                        | 1º  | 10/11   |
| 1957 | Torneo di Mar del Plata                | 1º  | 15/17   |
| 1957 | Torneo di Santiago del Cile            | 1º  | 6/7     |
| 1958 | Torneo di Hastings 1957/58             | 1º  | 7½/9    |
| 1960 | Pärnu, torneo dei Paesi Baltici        | 1º  | 12/15   |
| 1961 | Torneo di Zurigo                       | 1º  | 9/11    |
| 1963 | Los Angeles, 1a Piatigorsky Cup        | =1º | 8½/14   |
| 1964 | Torneo di Wijk aan Zee                 | =1º | 11½/15  |
| 1964 | Torneo di Buenos Aires                 | =1º | 12½/17  |
| 1965 | Torneo di Hastings 1964/65             | 1º  | 8/9     |
| 1965 | Torneo di Mariánské Lázně              | =1º | 11/15   |
| 1966 | Torneo di Stoccolma                    | 1º  | 8/9     |
| 1968 | Torneo di Bamberga                     | 1º  | 12/15   |
| 1970 | Torneo di Budapest                     | 1º  | 10/15   |
| 1971 | Torneo di Tallinn                      | =1º | 11½/15  |
| 1975 | Torneo di Tallinn                      | 1º  | 10½/15  |
| 1975 | Torneo open di Vancouver               | 1º  | 8½/10   |

### Risultato complessivo con alcuni Grandi Maestri
Sono riportati solo i risultati di partite ufficiali (giocate in torneo o match).
Nota: le partite col segno + sono state vinte da Keres.
| - José Raúl Capablanca: +1 -0 =5 | - Aleksandr Alechin: +1 -5 =8 | - Michail Botvinnik: +3 -8 =9 | - Vasilij Smyslov: +8 -10 =21 |  |
| - Tigran Petrosjan: +3 -3 =27    | - Boris Spasskij: +3 -5 =29   | - Viktor Korčnoj: +4 -1 =12   | - Juchym Heller: +8 -7 =21    |  |
| - Bobby Fischer: +3 -7 =21       | - Michail Tal': +8 -4 =20     | - Lajos Portisch: +1 -4 =3    | - Bent Larsen: +2 -0 =4       |  |

### Contributi alla teoria delle aperture
Dei suoi contributi alla teoria delle aperture si ricordano:
- l'attacco Keres nella variante Scheveningen della Difesa Siciliana: 1. e4 c5 2. Cf3 d6 3. d4 cxd4 4. Cxd4 Nf6 5. Cc3 e6 6. g4
- la Difesa Keres nel gambetto di Donna: 1. d4 d5 2. c4 Af5
- un suo sistema di gioco nella variante chiusa della partita Spagnola: 1. e4 e5 2. Cf3 Nc6 3. Ab5 a6 4. Aa4 Nf6 5.0-0 Ae7 6. Te1 b5 7. Ab3 d6 8. c3 0-0 9. h3 Ca5 (var. Čigorin) 10. Ac2 c5 11.d4 Cd7
- una variante della difesa Steinitz differita della Spagnola: 1. e4 e5 2. Cf3 Cc6 3. Ab5 a6 4. Aa4 d6 (dif. Steinitz differita)5.c4
- un sistema di gioco nella Partita Inglese: 1. c4 e5 2. Cc3 Cf6 3.g3

Keres era un grande conoscitore dei finali, ed anche un cultore della studistica: compose egli stesso circa 70 studi scacchistici; un suo studio vinse un primo premio in un concorso del 1947.
Oltre a un libro di analisi delle sue partite, uno sul mediogioco e un altro sui finali, diede il suo contributo alla prima edizione dell'Enciclopedia jugoslava delle aperture (ECO), che uscì nel 1974 poco prima della sua morte.

## Una partita di Keres
|   | a | b | c | d | e | f | g | h |   |
| 8 | c8 re del nero · d8 torre del nero · b7 pedone del nero · c7 pedone del nero · d7 alfiere del nero · h7 pedone del nero · a6 pedone del nero · f6 torre del nero · b4 donna del nero · c4 pedone del bianco · f4 pedone del nero · d3 donna del bianco · f3 cavallo del bianco · a2 pedone del bianco · b2 pedone del bianco · f2 pedone del bianco · g2 pedone del bianco · h2 pedone del bianco · c1 re del bianco · d1 torre del bianco · e1 torre del bianco | c8 re del nero · d8 torre del nero · b7 pedone del nero · c7 pedone del nero · d7 alfiere del nero · h7 pedone del nero · a6 pedone del nero · f6 torre del nero · b4 donna del nero · c4 pedone del bianco · f4 pedone del nero · d3 donna del bianco · f3 cavallo del bianco · a2 pedone del bianco · b2 pedone del bianco · f2 pedone del bianco · g2 pedone del bianco · h2 pedone del bianco · c1 re del bianco · d1 torre del bianco · e1 torre del bianco | c8 re del nero · d8 torre del nero · b7 pedone del nero · c7 pedone del nero · d7 alfiere del nero · h7 pedone del nero · a6 pedone del nero · f6 torre del nero · b4 donna del nero · c4 pedone del bianco · f4 pedone del nero · d3 donna del bianco · f3 cavallo del bianco · a2 pedone del bianco · b2 pedone del bianco · f2 pedone del bianco · g2 pedone del bianco · h2 pedone del bianco · c1 re del bianco · d1 torre del bianco · e1 torre del bianco | c8 re del nero · d8 torre del nero · b7 pedone del nero · c7 pedone del nero · d7 alfiere del nero · h7 pedone del nero · a6 pedone del nero · f6 torre del nero · b4 donna del nero · c4 pedone del bianco · f4 pedone del nero · d3 donna del bianco · f3 cavallo del bianco · a2 pedone del bianco · b2 pedone del bianco · f2 pedone del bianco · g2 pedone del bianco · h2 pedone del bianco · c1 re del bianco · d1 torre del bianco · e1 torre del bianco | c8 re del nero · d8 torre del nero · b7 pedone del nero · c7 pedone del nero · d7 alfiere del nero · h7 pedone del nero · a6 pedone del nero · f6 torre del nero · b4 donna del nero · c4 pedone del bianco · f4 pedone del nero · d3 donna del bianco · f3 cavallo del bianco · a2 pedone del bianco · b2 pedone del bianco · f2 pedone del bianco · g2 pedone del bianco · h2 pedone del bianco · c1 re del bianco · d1 torre del bianco · e1 torre del bianco | c8 re del nero · d8 torre del nero · b7 pedone del nero · c7 pedone del nero · d7 alfiere del nero · h7 pedone del nero · a6 pedone del nero · f6 torre del nero · b4 donna del nero · c4 pedone del bianco · f4 pedone del nero · d3 donna del bianco · f3 cavallo del bianco · a2 pedone del bianco · b2 pedone del bianco · f2 pedone del bianco · g2 pedone del bianco · h2 pedone del bianco · c1 re del bianco · d1 torre del bianco · e1 torre del bianco | c8 re del nero · d8 torre del nero · b7 pedone del nero · c7 pedone del nero · d7 alfiere del nero · h7 pedone del nero · a6 pedone del nero · f6 torre del nero · b4 donna del nero · c4 pedone del bianco · f4 pedone del nero · d3 donna del bianco · f3 cavallo del bianco · a2 pedone del bianco · b2 pedone del bianco · f2 pedone del bianco · g2 pedone del bianco · h2 pedone del bianco · c1 re del bianco · d1 torre del bianco · e1 torre del bianco | c8 re del nero · d8 torre del nero · b7 pedone del nero · c7 pedone del nero · d7 alfiere del nero · h7 pedone del nero · a6 pedone del nero · f6 torre del nero · b4 donna del nero · c4 pedone del bianco · f4 pedone del nero · d3 donna del bianco · f3 cavallo del bianco · a2 pedone del bianco · b2 pedone del bianco · f2 pedone del bianco · g2 pedone del bianco · h2 pedone del bianco · c1 re del bianco · d1 torre del bianco · e1 torre del bianco | 8 |
| 7 | c8 re del nero · d8 torre del nero · b7 pedone del nero · c7 pedone del nero · d7 alfiere del nero · h7 pedone del nero · a6 pedone del nero · f6 torre del nero · b4 donna del nero · c4 pedone del bianco · f4 pedone del nero · d3 donna del bianco · f3 cavallo del bianco · a2 pedone del bianco · b2 pedone del bianco · f2 pedone del bianco · g2 pedone del bianco · h2 pedone del bianco · c1 re del bianco · d1 torre del bianco · e1 torre del bianco | c8 re del nero · d8 torre del nero · b7 pedone del nero · c7 pedone del nero · d7 alfiere del nero · h7 pedone del nero · a6 pedone del nero · f6 torre del nero · b4 donna del nero · c4 pedone del bianco · f4 pedone del nero · d3 donna del bianco · f3 cavallo del bianco · a2 pedone del bianco · b2 pedone del bianco · f2 pedone del bianco · g2 pedone del bianco · h2 pedone del bianco · c1 re del bianco · d1 torre del bianco · e1 torre del bianco | c8 re del nero · d8 torre del nero · b7 pedone del nero · c7 pedone del nero · d7 alfiere del nero · h7 pedone del nero · a6 pedone del nero · f6 torre del nero · b4 donna del nero · c4 pedone del bianco · f4 pedone del nero · d3 donna del bianco · f3 cavallo del bianco · a2 pedone del bianco · b2 pedone del bianco · f2 pedone del bianco · g2 pedone del bianco · h2 pedone del bianco · c1 re del bianco · d1 torre del bianco · e1 torre del bianco | c8 re del nero · d8 torre del nero · b7 pedone del nero · c7 pedone del nero · d7 alfiere del nero · h7 pedone del nero · a6 pedone del nero · f6 torre del nero · b4 donna del nero · c4 pedone del bianco · f4 pedone del nero · d3 donna del bianco · f3 cavallo del bianco · a2 pedone del bianco · b2 pedone del bianco · f2 pedone del bianco · g2 pedone del bianco · h2 pedone del bianco · c1 re del bianco · d1 torre del bianco · e1 torre del bianco | c8 re del nero · d8 torre del nero · b7 pedone del nero · c7 pedone del nero · d7 alfiere del nero · h7 pedone del nero · a6 pedone del nero · f6 torre del nero · b4 donna del nero · c4 pedone del bianco · f4 pedone del nero · d3 donna del bianco · f3 cavallo del bianco · a2 pedone del bianco · b2 pedone del bianco · f2 pedone del bianco · g2 pedone del bianco · h2 pedone del bianco · c1 re del bianco · d1 torre del bianco · e1 torre del bianco | c8 re del nero · d8 torre del nero · b7 pedone del nero · c7 pedone del nero · d7 alfiere del nero · h7 pedone del nero · a6 pedone del nero · f6 torre del nero · b4 donna del nero · c4 pedone del bianco · f4 pedone del nero · d3 donna del bianco · f3 cavallo del bianco · a2 pedone del bianco · b2 pedone del bianco · f2 pedone del bianco · g2 pedone del bianco · h2 pedone del bianco · c1 re del bianco · d1 torre del bianco · e1 torre del bianco | c8 re del nero · d8 torre del nero · b7 pedone del nero · c7 pedone del nero · d7 alfiere del nero · h7 pedone del nero · a6 pedone del nero · f6 torre del nero · b4 donna del nero · c4 pedone del bianco · f4 pedone del nero · d3 donna del bianco · f3 cavallo del bianco · a2 pedone del bianco · b2 pedone del bianco · f2 pedone del bianco · g2 pedone del bianco · h2 pedone del bianco · c1 re del bianco · d1 torre del bianco · e1 torre del bianco | c8 re del nero · d8 torre del nero · b7 pedone del nero · c7 pedone del nero · d7 alfiere del nero · h7 pedone del nero · a6 pedone del nero · f6 torre del nero · b4 donna del nero · c4 pedone del bianco · f4 pedone del nero · d3 donna del bianco · f3 cavallo del bianco · a2 pedone del bianco · b2 pedone del bianco · f2 pedone del bianco · g2 pedone del bianco · h2 pedone del bianco · c1 re del bianco · d1 torre del bianco · e1 torre del bianco | 7 |
| 6 | c8 re del nero · d8 torre del nero · b7 pedone del nero · c7 pedone del nero · d7 alfiere del nero · h7 pedone del nero · a6 pedone del nero · f6 torre del nero · b4 donna del nero · c4 pedone del bianco · f4 pedone del nero · d3 donna del bianco · f3 cavallo del bianco · a2 pedone del bianco · b2 pedone del bianco · f2 pedone del bianco · g2 pedone del bianco · h2 pedone del bianco · c1 re del bianco · d1 torre del bianco · e1 torre del bianco | c8 re del nero · d8 torre del nero · b7 pedone del nero · c7 pedone del nero · d7 alfiere del nero · h7 pedone del nero · a6 pedone del nero · f6 torre del nero · b4 donna del nero · c4 pedone del bianco · f4 pedone del nero · d3 donna del bianco · f3 cavallo del bianco · a2 pedone del bianco · b2 pedone del bianco · f2 pedone del bianco · g2 pedone del bianco · h2 pedone del bianco · c1 re del bianco · d1 torre del bianco · e1 torre del bianco | c8 re del nero · d8 torre del nero · b7 pedone del nero · c7 pedone del nero · d7 alfiere del nero · h7 pedone del nero · a6 pedone del nero · f6 torre del nero · b4 donna del nero · c4 pedone del bianco · f4 pedone del nero · d3 donna del bianco · f3 cavallo del bianco · a2 pedone del bianco · b2 pedone del bianco · f2 pedone del bianco · g2 pedone del bianco · h2 pedone del bianco · c1 re del bianco · d1 torre del bianco · e1 torre del bianco | c8 re del nero · d8 torre del nero · b7 pedone del nero · c7 pedone del nero · d7 alfiere del nero · h7 pedone del nero · a6 pedone del nero · f6 torre del nero · b4 donna del nero · c4 pedone del bianco · f4 pedone del nero · d3 donna del bianco · f3 cavallo del bianco · a2 pedone del bianco · b2 pedone del bianco · f2 pedone del bianco · g2 pedone del bianco · h2 pedone del bianco · c1 re del bianco · d1 torre del bianco · e1 torre del bianco | c8 re del nero · d8 torre del nero · b7 pedone del nero · c7 pedone del nero · d7 alfiere del nero · h7 pedone del nero · a6 pedone del nero · f6 torre del nero · b4 donna del nero · c4 pedone del bianco · f4 pedone del nero · d3 donna del bianco · f3 cavallo del bianco · a2 pedone del bianco · b2 pedone del bianco · f2 pedone del bianco · g2 pedone del bianco · h2 pedone del bianco · c1 re del bianco · d1 torre del bianco · e1 torre del bianco | c8 re del nero · d8 torre del nero · b7 pedone del nero · c7 pedone del nero · d7 alfiere del nero · h7 pedone del nero · a6 pedone del nero · f6 torre del nero · b4 donna del nero · c4 pedone del bianco · f4 pedone del nero · d3 donna del bianco · f3 cavallo del bianco · a2 pedone del bianco · b2 pedone del bianco · f2 pedone del bianco · g2 pedone del bianco · h2 pedone del bianco · c1 re del bianco · d1 torre del bianco · e1 torre del bianco | c8 re del nero · d8 torre del nero · b7 pedone del nero · c7 pedone del nero · d7 alfiere del nero · h7 pedone del nero · a6 pedone del nero · f6 torre del nero · b4 donna del nero · c4 pedone del bianco · f4 pedone del nero · d3 donna del bianco · f3 cavallo del bianco · a2 pedone del bianco · b2 pedone del bianco · f2 pedone del bianco · g2 pedone del bianco · h2 pedone del bianco · c1 re del bianco · d1 torre del bianco · e1 torre del bianco | c8 re del nero · d8 torre del nero · b7 pedone del nero · c7 pedone del nero · d7 alfiere del nero · h7 pedone del nero · a6 pedone del nero · f6 torre del nero · b4 donna del nero · c4 pedone del bianco · f4 pedone del nero · d3 donna del bianco · f3 cavallo del bianco · a2 pedone del bianco · b2 pedone del bianco · f2 pedone del bianco · g2 pedone del bianco · h2 pedone del bianco · c1 re del bianco · d1 torre del bianco · e1 torre del bianco | 6 |
| 5 | c8 re del nero · d8 torre del nero · b7 pedone del nero · c7 pedone del nero · d7 alfiere del nero · h7 pedone del nero · a6 pedone del nero · f6 torre del nero · b4 donna del nero · c4 pedone del bianco · f4 pedone del nero · d3 donna del bianco · f3 cavallo del bianco · a2 pedone del bianco · b2 pedone del bianco · f2 pedone del bianco · g2 pedone del bianco · h2 pedone del bianco · c1 re del bianco · d1 torre del bianco · e1 torre del bianco | c8 re del nero · d8 torre del nero · b7 pedone del nero · c7 pedone del nero · d7 alfiere del nero · h7 pedone del nero · a6 pedone del nero · f6 torre del nero · b4 donna del nero · c4 pedone del bianco · f4 pedone del nero · d3 donna del bianco · f3 cavallo del bianco · a2 pedone del bianco · b2 pedone del bianco · f2 pedone del bianco · g2 pedone del bianco · h2 pedone del bianco · c1 re del bianco · d1 torre del bianco · e1 torre del bianco | c8 re del nero · d8 torre del nero · b7 pedone del nero · c7 pedone del nero · d7 alfiere del nero · h7 pedone del nero · a6 pedone del nero · f6 torre del nero · b4 donna del nero · c4 pedone del bianco · f4 pedone del nero · d3 donna del bianco · f3 cavallo del bianco · a2 pedone del bianco · b2 pedone del bianco · f2 pedone del bianco · g2 pedone del bianco · h2 pedone del bianco · c1 re del bianco · d1 torre del bianco · e1 torre del bianco | c8 re del nero · d8 torre del nero · b7 pedone del nero · c7 pedone del nero · d7 alfiere del nero · h7 pedone del nero · a6 pedone del nero · f6 torre del nero · b4 donna del nero · c4 pedone del bianco · f4 pedone del nero · d3 donna del bianco · f3 cavallo del bianco · a2 pedone del bianco · b2 pedone del bianco · f2 pedone del bianco · g2 pedone del bianco · h2 pedone del bianco · c1 re del bianco · d1 torre del bianco · e1 torre del bianco | c8 re del nero · d8 torre del nero · b7 pedone del nero · c7 pedone del nero · d7 alfiere del nero · h7 pedone del nero · a6 pedone del nero · f6 torre del nero · b4 donna del nero · c4 pedone del bianco · f4 pedone del nero · d3 donna del bianco · f3 cavallo del bianco · a2 pedone del bianco · b2 pedone del bianco · f2 pedone del bianco · g2 pedone del bianco · h2 pedone del bianco · c1 re del bianco · d1 torre del bianco · e1 torre del bianco | c8 re del nero · d8 torre del nero · b7 pedone del nero · c7 pedone del nero · d7 alfiere del nero · h7 pedone del nero · a6 pedone del nero · f6 torre del nero · b4 donna del nero · c4 pedone del bianco · f4 pedone del nero · d3 donna del bianco · f3 cavallo del bianco · a2 pedone del bianco · b2 pedone del bianco · f2 pedone del bianco · g2 pedone del bianco · h2 pedone del bianco · c1 re del bianco · d1 torre del bianco · e1 torre del bianco | c8 re del nero · d8 torre del nero · b7 pedone del nero · c7 pedone del nero · d7 alfiere del nero · h7 pedone del nero · a6 pedone del nero · f6 torre del nero · b4 donna del nero · c4 pedone del bianco · f4 pedone del nero · d3 donna del bianco · f3 cavallo del bianco · a2 pedone del bianco · b2 pedone del bianco · f2 pedone del bianco · g2 pedone del bianco · h2 pedone del bianco · c1 re del bianco · d1 torre del bianco · e1 torre del bianco | c8 re del nero · d8 torre del nero · b7 pedone del nero · c7 pedone del nero · d7 alfiere del nero · h7 pedone del nero · a6 pedone del nero · f6 torre del nero · b4 donna del nero · c4 pedone del bianco · f4 pedone del nero · d3 donna del bianco · f3 cavallo del bianco · a2 pedone del bianco · b2 pedone del bianco · f2 pedone del bianco · g2 pedone del bianco · h2 pedone del bianco · c1 re del bianco · d1 torre del bianco · e1 torre del bianco | 5 |
| 4 | c8 re del nero · d8 torre del nero · b7 pedone del nero · c7 pedone del nero · d7 alfiere del nero · h7 pedone del nero · a6 pedone del nero · f6 torre del nero · b4 donna del nero · c4 pedone del bianco · f4 pedone del nero · d3 donna del bianco · f3 cavallo del bianco · a2 pedone del bianco · b2 pedone del bianco · f2 pedone del bianco · g2 pedone del bianco · h2 pedone del bianco · c1 re del bianco · d1 torre del bianco · e1 torre del bianco | c8 re del nero · d8 torre del nero · b7 pedone del nero · c7 pedone del nero · d7 alfiere del nero · h7 pedone del nero · a6 pedone del nero · f6 torre del nero · b4 donna del nero · c4 pedone del bianco · f4 pedone del nero · d3 donna del bianco · f3 cavallo del bianco · a2 pedone del bianco · b2 pedone del bianco · f2 pedone del bianco · g2 pedone del bianco · h2 pedone del bianco · c1 re del bianco · d1 torre del bianco · e1 torre del bianco | c8 re del nero · d8 torre del nero · b7 pedone del nero · c7 pedone del nero · d7 alfiere del nero · h7 pedone del nero · a6 pedone del nero · f6 torre del nero · b4 donna del nero · c4 pedone del bianco · f4 pedone del nero · d3 donna del bianco · f3 cavallo del bianco · a2 pedone del bianco · b2 pedone del bianco · f2 pedone del bianco · g2 pedone del bianco · h2 pedone del bianco · c1 re del bianco · d1 torre del bianco · e1 torre del bianco | c8 re del nero · d8 torre del nero · b7 pedone del nero · c7 pedone del nero · d7 alfiere del nero · h7 pedone del nero · a6 pedone del nero · f6 torre del nero · b4 donna del nero · c4 pedone del bianco · f4 pedone del nero · d3 donna del bianco · f3 cavallo del bianco · a2 pedone del bianco · b2 pedone del bianco · f2 pedone del bianco · g2 pedone del bianco · h2 pedone del bianco · c1 re del bianco · d1 torre del bianco · e1 torre del bianco | c8 re del nero · d8 torre del nero · b7 pedone del nero · c7 pedone del nero · d7 alfiere del nero · h7 pedone del nero · a6 pedone del nero · f6 torre del nero · b4 donna del nero · c4 pedone del bianco · f4 pedone del nero · d3 donna del bianco · f3 cavallo del bianco · a2 pedone del bianco · b2 pedone del bianco · f2 pedone del bianco · g2 pedone del bianco · h2 pedone del bianco · c1 re del bianco · d1 torre del bianco · e1 torre del bianco | c8 re del nero · d8 torre del nero · b7 pedone del nero · c7 pedone del nero · d7 alfiere del nero · h7 pedone del nero · a6 pedone del nero · f6 torre del nero · b4 donna del nero · c4 pedone del bianco · f4 pedone del nero · d3 donna del bianco · f3 cavallo del bianco · a2 pedone del bianco · b2 pedone del bianco · f2 pedone del bianco · g2 pedone del bianco · h2 pedone del bianco · c1 re del bianco · d1 torre del bianco · e1 torre del bianco | c8 re del nero · d8 torre del nero · b7 pedone del nero · c7 pedone del nero · d7 alfiere del nero · h7 pedone del nero · a6 pedone del nero · f6 torre del nero · b4 donna del nero · c4 pedone del bianco · f4 pedone del nero · d3 donna del bianco · f3 cavallo del bianco · a2 pedone del bianco · b2 pedone del bianco · f2 pedone del bianco · g2 pedone del bianco · h2 pedone del bianco · c1 re del bianco · d1 torre del bianco · e1 torre del bianco | c8 re del nero · d8 torre del nero · b7 pedone del nero · c7 pedone del nero · d7 alfiere del nero · h7 pedone del nero · a6 pedone del nero · f6 torre del nero · b4 donna del nero · c4 pedone del bianco · f4 pedone del nero · d3 donna del bianco · f3 cavallo del bianco · a2 pedone del bianco · b2 pedone del bianco · f2 pedone del bianco · g2 pedone del bianco · h2 pedone del bianco · c1 re del bianco · d1 torre del bianco · e1 torre del bianco | 4 |
| 3 | c8 re del nero · d8 torre del nero · b7 pedone del nero · c7 pedone del nero · d7 alfiere del nero · h7 pedone del nero · a6 pedone del nero · f6 torre del nero · b4 donna del nero · c4 pedone del bianco · f4 pedone del nero · d3 donna del bianco · f3 cavallo del bianco · a2 pedone del bianco · b2 pedone del bianco · f2 pedone del bianco · g2 pedone del bianco · h2 pedone del bianco · c1 re del bianco · d1 torre del bianco · e1 torre del bianco | c8 re del nero · d8 torre del nero · b7 pedone del nero · c7 pedone del nero · d7 alfiere del nero · h7 pedone del nero · a6 pedone del nero · f6 torre del nero · b4 donna del nero · c4 pedone del bianco · f4 pedone del nero · d3 donna del bianco · f3 cavallo del bianco · a2 pedone del bianco · b2 pedone del bianco · f2 pedone del bianco · g2 pedone del bianco · h2 pedone del bianco · c1 re del bianco · d1 torre del bianco · e1 torre del bianco | c8 re del nero · d8 torre del nero · b7 pedone del nero · c7 pedone del nero · d7 alfiere del nero · h7 pedone del nero · a6 pedone del nero · f6 torre del nero · b4 donna del nero · c4 pedone del bianco · f4 pedone del nero · d3 donna del bianco · f3 cavallo del bianco · a2 pedone del bianco · b2 pedone del bianco · f2 pedone del bianco · g2 pedone del bianco · h2 pedone del bianco · c1 re del bianco · d1 torre del bianco · e1 torre del bianco | c8 re del nero · d8 torre del nero · b7 pedone del nero · c7 pedone del nero · d7 alfiere del nero · h7 pedone del nero · a6 pedone del nero · f6 torre del nero · b4 donna del nero · c4 pedone del bianco · f4 pedone del nero · d3 donna del bianco · f3 cavallo del bianco · a2 pedone del bianco · b2 pedone del bianco · f2 pedone del bianco · g2 pedone del bianco · h2 pedone del bianco · c1 re del bianco · d1 torre del bianco · e1 torre del bianco | c8 re del nero · d8 torre del nero · b7 pedone del nero · c7 pedone del nero · d7 alfiere del nero · h7 pedone del nero · a6 pedone del nero · f6 torre del nero · b4 donna del nero · c4 pedone del bianco · f4 pedone del nero · d3 donna del bianco · f3 cavallo del bianco · a2 pedone del bianco · b2 pedone del bianco · f2 pedone del bianco · g2 pedone del bianco · h2 pedone del bianco · c1 re del bianco · d1 torre del bianco · e1 torre del bianco | c8 re del nero · d8 torre del nero · b7 pedone del nero · c7 pedone del nero · d7 alfiere del nero · h7 pedone del nero · a6 pedone del nero · f6 torre del nero · b4 donna del nero · c4 pedone del bianco · f4 pedone del nero · d3 donna del bianco · f3 cavallo del bianco · a2 pedone del bianco · b2 pedone del bianco · f2 pedone del bianco · g2 pedone del bianco · h2 pedone del bianco · c1 re del bianco · d1 torre del bianco · e1 torre del bianco | c8 re del nero · d8 torre del nero · b7 pedone del nero · c7 pedone del nero · d7 alfiere del nero · h7 pedone del nero · a6 pedone del nero · f6 torre del nero · b4 donna del nero · c4 pedone del bianco · f4 pedone del nero · d3 donna del bianco · f3 cavallo del bianco · a2 pedone del bianco · b2 pedone del bianco · f2 pedone del bianco · g2 pedone del bianco · h2 pedone del bianco · c1 re del bianco · d1 torre del bianco · e1 torre del bianco | c8 re del nero · d8 torre del nero · b7 pedone del nero · c7 pedone del nero · d7 alfiere del nero · h7 pedone del nero · a6 pedone del nero · f6 torre del nero · b4 donna del nero · c4 pedone del bianco · f4 pedone del nero · d3 donna del bianco · f3 cavallo del bianco · a2 pedone del bianco · b2 pedone del bianco · f2 pedone del bianco · g2 pedone del bianco · h2 pedone del bianco · c1 re del bianco · d1 torre del bianco · e1 torre del bianco | 3 |
| 2 | c8 re del nero · d8 torre del nero · b7 pedone del nero · c7 pedone del nero · d7 alfiere del nero · h7 pedone del nero · a6 pedone del nero · f6 torre del nero · b4 donna del nero · c4 pedone del bianco · f4 pedone del nero · d3 donna del bianco · f3 cavallo del bianco · a2 pedone del bianco · b2 pedone del bianco · f2 pedone del bianco · g2 pedone del bianco · h2 pedone del bianco · c1 re del bianco · d1 torre del bianco · e1 torre del bianco | c8 re del nero · d8 torre del nero · b7 pedone del nero · c7 pedone del nero · d7 alfiere del nero · h7 pedone del nero · a6 pedone del nero · f6 torre del nero · b4 donna del nero · c4 pedone del bianco · f4 pedone del nero · d3 donna del bianco · f3 cavallo del bianco · a2 pedone del bianco · b2 pedone del bianco · f2 pedone del bianco · g2 pedone del bianco · h2 pedone del bianco · c1 re del bianco · d1 torre del bianco · e1 torre del bianco | c8 re del nero · d8 torre del nero · b7 pedone del nero · c7 pedone del nero · d7 alfiere del nero · h7 pedone del nero · a6 pedone del nero · f6 torre del nero · b4 donna del nero · c4 pedone del bianco · f4 pedone del nero · d3 donna del bianco · f3 cavallo del bianco · a2 pedone del bianco · b2 pedone del bianco · f2 pedone del bianco · g2 pedone del bianco · h2 pedone del bianco · c1 re del bianco · d1 torre del bianco · e1 torre del bianco | c8 re del nero · d8 torre del nero · b7 pedone del nero · c7 pedone del nero · d7 alfiere del nero · h7 pedone del nero · a6 pedone del nero · f6 torre del nero · b4 donna del nero · c4 pedone del bianco · f4 pedone del nero · d3 donna del bianco · f3 cavallo del bianco · a2 pedone del bianco · b2 pedone del bianco · f2 pedone del bianco · g2 pedone del bianco · h2 pedone del bianco · c1 re del bianco · d1 torre del bianco · e1 torre del bianco | c8 re del nero · d8 torre del nero · b7 pedone del nero · c7 pedone del nero · d7 alfiere del nero · h7 pedone del nero · a6 pedone del nero · f6 torre del nero · b4 donna del nero · c4 pedone del bianco · f4 pedone del nero · d3 donna del bianco · f3 cavallo del bianco · a2 pedone del bianco · b2 pedone del bianco · f2 pedone del bianco · g2 pedone del bianco · h2 pedone del bianco · c1 re del bianco · d1 torre del bianco · e1 torre del bianco | c8 re del nero · d8 torre del nero · b7 pedone del nero · c7 pedone del nero · d7 alfiere del nero · h7 pedone del nero · a6 pedone del nero · f6 torre del nero · b4 donna del nero · c4 pedone del bianco · f4 pedone del nero · d3 donna del bianco · f3 cavallo del bianco · a2 pedone del bianco · b2 pedone del bianco · f2 pedone del bianco · g2 pedone del bianco · h2 pedone del bianco · c1 re del bianco · d1 torre del bianco · e1 torre del bianco | c8 re del nero · d8 torre del nero · b7 pedone del nero · c7 pedone del nero · d7 alfiere del nero · h7 pedone del nero · a6 pedone del nero · f6 torre del nero · b4 donna del nero · c4 pedone del bianco · f4 pedone del nero · d3 donna del bianco · f3 cavallo del bianco · a2 pedone del bianco · b2 pedone del bianco · f2 pedone del bianco · g2 pedone del bianco · h2 pedone del bianco · c1 re del bianco · d1 torre del bianco · e1 torre del bianco | c8 re del nero · d8 torre del nero · b7 pedone del nero · c7 pedone del nero · d7 alfiere del nero · h7 pedone del nero · a6 pedone del nero · f6 torre del nero · b4 donna del nero · c4 pedone del bianco · f4 pedone del nero · d3 donna del bianco · f3 cavallo del bianco · a2 pedone del bianco · b2 pedone del bianco · f2 pedone del bianco · g2 pedone del bianco · h2 pedone del bianco · c1 re del bianco · d1 torre del bianco · e1 torre del bianco | 2 |
| 1 | c8 re del nero · d8 torre del nero · b7 pedone del nero · c7 pedone del nero · d7 alfiere del nero · h7 pedone del nero · a6 pedone del nero · f6 torre del nero · b4 donna del nero · c4 pedone del bianco · f4 pedone del nero · d3 donna del bianco · f3 cavallo del bianco · a2 pedone del bianco · b2 pedone del bianco · f2 pedone del bianco · g2 pedone del bianco · h2 pedone del bianco · c1 re del bianco · d1 torre del bianco · e1 torre del bianco | c8 re del nero · d8 torre del nero · b7 pedone del nero · c7 pedone del nero · d7 alfiere del nero · h7 pedone del nero · a6 pedone del nero · f6 torre del nero · b4 donna del nero · c4 pedone del bianco · f4 pedone del nero · d3 donna del bianco · f3 cavallo del bianco · a2 pedone del bianco · b2 pedone del bianco · f2 pedone del bianco · g2 pedone del bianco · h2 pedone del bianco · c1 re del bianco · d1 torre del bianco · e1 torre del bianco | c8 re del nero · d8 torre del nero · b7 pedone del nero · c7 pedone del nero · d7 alfiere del nero · h7 pedone del nero · a6 pedone del nero · f6 torre del nero · b4 donna del nero · c4 pedone del bianco · f4 pedone del nero · d3 donna del bianco · f3 cavallo del bianco · a2 pedone del bianco · b2 pedone del bianco · f2 pedone del bianco · g2 pedone del bianco · h2 pedone del bianco · c1 re del bianco · d1 torre del bianco · e1 torre del bianco | c8 re del nero · d8 torre del nero · b7 pedone del nero · c7 pedone del nero · d7 alfiere del nero · h7 pedone del nero · a6 pedone del nero · f6 torre del nero · b4 donna del nero · c4 pedone del bianco · f4 pedone del nero · d3 donna del bianco · f3 cavallo del bianco · a2 pedone del bianco · b2 pedone del bianco · f2 pedone del bianco · g2 pedone del bianco · h2 pedone del bianco · c1 re del bianco · d1 torre del bianco · e1 torre del bianco | c8 re del nero · d8 torre del nero · b7 pedone del nero · c7 pedone del nero · d7 alfiere del nero · h7 pedone del nero · a6 pedone del nero · f6 torre del nero · b4 donna del nero · c4 pedone del bianco · f4 pedone del nero · d3 donna del bianco · f3 cavallo del bianco · a2 pedone del bianco · b2 pedone del bianco · f2 pedone del bianco · g2 pedone del bianco · h2 pedone del bianco · c1 re del bianco · d1 torre del bianco · e1 torre del bianco | c8 re del nero · d8 torre del nero · b7 pedone del nero · c7 pedone del nero · d7 alfiere del nero · h7 pedone del nero · a6 pedone del nero · f6 torre del nero · b4 donna del nero · c4 pedone del bianco · f4 pedone del nero · d3 donna del bianco · f3 cavallo del bianco · a2 pedone del bianco · b2 pedone del bianco · f2 pedone del bianco · g2 pedone del bianco · h2 pedone del bianco · c1 re del bianco · d1 torre del bianco · e1 torre del bianco | c8 re del nero · d8 torre del nero · b7 pedone del nero · c7 pedone del nero · d7 alfiere del nero · h7 pedone del nero · a6 pedone del nero · f6 torre del nero · b4 donna del nero · c4 pedone del bianco · f4 pedone del nero · d3 donna del bianco · f3 cavallo del bianco · a2 pedone del bianco · b2 pedone del bianco · f2 pedone del bianco · g2 pedone del bianco · h2 pedone del bianco · c1 re del bianco · d1 torre del bianco · e1 torre del bianco | c8 re del nero · d8 torre del nero · b7 pedone del nero · c7 pedone del nero · d7 alfiere del nero · h7 pedone del nero · a6 pedone del nero · f6 torre del nero · b4 donna del nero · c4 pedone del bianco · f4 pedone del nero · d3 donna del bianco · f3 cavallo del bianco · a2 pedone del bianco · b2 pedone del bianco · f2 pedone del bianco · g2 pedone del bianco · h2 pedone del bianco · c1 re del bianco · d1 torre del bianco · e1 torre del bianco | 1 |
|   | a | b | c | d | e | f | g | h |   |

Paul Keres - Aleksandr Alechin (Margate 1937, 7º turno)
1.e4 e5 2.Cf3 Cc6 3.Ab5 a6 4.Aa4 d6 (difesa Steinitz differita) 5.c4!? (var. Keres) Ad7 6.Cc3 g6 7.d4 Ag7 8.Ae3 Cf6 9.dxe5 dxe5 (era migliore 9...Cxe5)  10.Ac5! Ch5 11.Cd5 Cf4 12.Cxf4 exf4 13.e5 g5 14.Dd5! Af8 (se 14...g4, 15.e6! con attacco) 15.Axf8 Txf8 16.0-0-0 De7 17.Axc6 Axc6 18.Dd3 Ad7 19.Cxg5! 0-0-0 20.Cf3 f6 21.exf6 Txf6 (se 21....Dxf6 22.Dd4) 22.The1 Db4 (Vedi diagramma)
23.Dxd7+!, 1-0.

## Riconoscimenti

La moneta da 2 euro commemorativi emessa nel 2016 dedicata a Paul Keres.

Una banconota da cinque corone estoni, con l'effigie di Paul Keres.

Più di 100.000 estoni parteciparono ai suoi funerali a Tallinn nel 1975.
La Banca Centrale Estone lo onorò effigiandolo sulla banconota da 5 corone estoni. È stato l'unico scacchista a ricevere questo onore sino al 2018, quando Tigran Petrosyan è stato raffigurato su quella da 2000 dram armeni.
La città di Tallinn, capitale dell'Estonia, gli ha dedicato una statua e, alla sua morte, gli venne intitolato l'annuale torneo internazionale di scacchi.
La città di Vancouver ospita annualmente il "Paul Keres Memorial Chess Tournament".
Nel 1995 il governo dell'Estonia fece pubblicare il libro Paul Keres - Photographs and Games, contenente 1 994 partite giocate da Keres, con la data di ogni partita e un'ampia documentazione fotografica, presentato dalla moglie, Maria Keres.
Per commemorarne il centesimo anniversario della nascita, nel 2016 l'Estonia emette una moneta commemorativa da 2 euro con l'effigie di Paul Keres ed alcuni elementi legati al mondo degli scacchi.

## Opere letterarie
- Come giocare i finali di pedoni e pezzi leggeri, Mursia, 1988.
- Come giocare i finali di pezzi pesanti, Mursia, 1988.
- Indagini sulla scacchiera, Prisma Editori, 1989.
- Partite scelte, vol. 1, Caissa Italia, 2008.
- Partite scelte, vol. 2, Caissa Italia, 2009.